# Fairey F.127
Fairey F.127 (známý také pod přiděleným sériovým číslem N9) byl prototyp britského dvouplošného plovákového letounu. Stroj vznikl v jediném exempláři v době první světové války. Podílel se na prvních zkouškách katapultových startů z paluby lodi Royal Navy a později byl odkoupen Norskem.

## Vznik a vývoj
Společnost Fairey Aviation v roce 1917 přišla s dvěma odlišnými projekty, kterými reagovala na specifikace Admirality N.2(a) na dvoumístný palubní plovákový letoun pro Royal Naval Air Service, jeden poháněný motorem Rolls-Royce Falcon a druhý stroj poháněný motorem Sunbeam Maori. Stroj F.127 je také znám pod přiděleným sériovým číslem N9. Poprvé vzlétl 5. července 1917.:s.68 Druhý, F.128 sériového čísla N10 s motorem firmy Sunbeam (z něhož se posléze vyvinul prototyp stroje Fairey III), vzlétl 14. září 1917.
F.127 byl jednopříhradový dvouplošník s nestejným rozpětím křídel. Ta byla řešena jako sklopná, aby se usnadnilo skladování na palubách lodí. Po celém rozpětí dolního křídla byly instalovány vztlakové klapky. Pohonnou jednotku tvořil motor Rolls-Royce Falcon I o výkonu 230 hp (170 kW). Chladiče vody byly umístěny v přední části trupu, po stranách motoru.
Výkony stroje při zkouškách nedosáhly předepsaných výkonů, zejména v dostupu a stoupavosti (čas výstupu do výšky 10 000 ft (3 000 m) neměl překročit 30 minut, ovšem praktický dostup stroje nepřesáhl 2 621 metrů).[zdroj⁠?!] Stroj tudíž nebyl objednán, ale pokračovalo se v dalším vývoji. Ten nakonec vedl až k sériové výrobě strojů Fairey Type IIIA, Type IIIB a Fairey Type IIIC.

## Zkoušky
Prototyp byl použit při zkouškách katapultových vzletů, při testech vůbec prvních katapultů vyrobených na zakázku Royal Navy. Po úpravách konstrukce byl stroj od června 1918 zkoušen v MEAD (Port Victoria Marine Experimental Aircraft Depot), kde na zkušební katapultové lodi HMS Slinger byly uskutečněny první vzlety za pomoci katapultu z lodi Royal Navy.:s.68–70
V roce 1919 byl F.127 zpětně odkoupen výrobcem. K 1. květnu 1919 dostal civilní registraci K-103 (později byla změněna na G-EAAJ). Byl opatřen výkonnějším motorem Sunbeam Maori II a upravenými křídly o shodném rozpětí.:s.70 V květnu 1920 byl letoun prodán Norskému královskému námořnictvu. V roce 1927 byl námořnictvem prodán, zakoupil jej Bjørne Neilson z Eidsvoldu (nedaleko Osla). Nosil registraci N-20. Byl odepsán a sešrotován v únoru 1929, poté, co byl 12. června 1928 poškozen při havárii.

## Specifikace
Údaje podle Fairey Aircraft since 1915:s.70

### Technické údaje
- Osádka: 2 (pilot a pozorovatel)
- Rozpětí: 15,24 m
- Délka: 9,82 m
- Výška: 3,96 m
- Nosná plocha: 42,36 m²
- Hmotnost prázdného stroje: 1 224,2 kg
- Vzletová hmotnost: 1 729 kg
- Pohonná jednotka: 1 × vidlicový dvanáctiválec Rolls-Royce Falcon I
- Výkon pohonné jednotky: 230 hp (170 kW) (vzletový)

### Výkony
- Maximální rychlost: 145 km/h
- Dostup: 2 621 m
- Čas výstupu do výšky 1524 m: 9 min 20 sec
- Vytrvalost: 5 hodin 15 minut

### Výzbroj
- 1 × kulomet Lewis ráže 7,7 mm na oběžném kruhu Scarff
- 2 × puma o hmotnosti 50,8 kg